# Round-robin (document)
 (novembre 2023).
La mise en forme du texte ne suit pas les recommandations de Wikipédia : il faut le « wikifier ».
Les points d'amélioration suivants sont les cas les plus fréquents. Le détail des points à revoir est peut-être précisé sur la page de discussion.
- Les titres sont pré-formatés par le logiciel. Ils ne sont ni en capitales, ni en gras.
- Le texte ne doit pas être écrit en capitales (les noms de famille non plus), ni en gras, ni en italique, ni en « petit »…
- Le gras n'est utilisé que pour surligner le titre de l'article dans l'introduction, une seule fois.
- L'italique est rarement utilisé : mots en langue étrangère, titres d'œuvres, noms de bateaux, etc.
- Les citations ne sont pas en italique mais en corps de texte normal. Elles sont entourées par des guillemets français : « et ».
- Les listes à puces sont à éviter, des paragraphes rédigés étant largement préférés. Les tableaux sont à réserver à la présentation de données structurées (résultats, etc.).
- Les appels de note de bas de page (petits chiffres en exposant, introduits par l'outil «  Source ») sont à placer entre la fin de phrase et le point final[comme ça].
- Les liens internes (vers d'autres articles de Wikipédia) sont à choisir avec parcimonie. Créez des liens vers des articles approfondissant le sujet. Les termes génériques sans rapport avec le sujet sont à éviter, ainsi que les répétitions de liens vers un même terme.
- Les liens externes sont à placer uniquement dans une section « Liens externes », à la fin de l'article. Ces liens sont à choisir avec parcimonie suivant les règles définies. Si un lien sert de source à l'article, son insertion dans le texte est à faire par les notes de bas de page.
- La présentation des références doit suivre les conventions bibliographiques. Il est recommandé d'utiliser les modèles {{Ouvrage}}, {{Chapitre}}, {{Article}}, {{Lien web}} et/ou {{Bibliographie}}. Le mode d'édition visuel peut mettre en forme automatiquement les références.
- Insérer une infobox (cadre d'informations à droite) n'est pas obligatoire pour parachever la mise en page.

Pour une aide détaillée, merci de consulter Aide:Wikification.
Si vous pensez que ces points ont été résolus, vous pouvez retirer ce bandeau et améliorer la mise en forme d'un autre article.
Un round-robin est un document – le plus souvent un accord, un engagement, une pétition ou une protestation – revêtu de signatures disposées en cercle ou en rayon autour d'un texte ayant valeur de manifeste validé par plusieurs souscripteurs. Une telle disposition circulaire apparaît comme une alternative à la mise en liste des signatures, qui induit, implicitement ou non, une hiérarchie, et permet d'affirmer, au contraire, une égalité entre les différentes parties. En situation revendicative, cette solution graphique permet de rendre difficile la compréhension de l'ordre dans lequel le document a été signé. Ce faisant, elle interdit l'attribution d'une responsabilité particulière dans l'autorité de l'acte et de l'action aux premières personnes mentionnées ou écrivant en haut de la liste et empêche l'identification de chefs de file par les destinataires directs du document et, en cas de poursuite, par les pouvoirs publics. Pour Jack Goody, qui y voit une alternative astucieuse à la liste traditionnelle, "le Round Robin joue le même rôle que la Table ronde : éviter la hiérarchie linéaire qu'impliquent aussi bien la liste en tant que table graphique que l'ordre dans lequel sont attablés les convives".

## Origine
La pratique est principalement attestée au XVIIe siècle et au XVIIIe siècle en Angleterre, ou en lien avec l'Angleterre ; des occurrences se rencontrent toutefois tout au long du XIXe siècle, y compris en contexte américain.
L'expression anglaise proviendrait du français "ruban rond", modifié par idiotisme. En réalité, cette étymologie semble assez fantaisiste et il ne semble pas nécessaire de convoquer une ascendance française. Le terme robin existe en anglais dès le XVIe siècle et est utilisé des choses ou des objets ronds (hostie, crêpe, boucle d'oreille, collier...). Le terme round-robin serait, par conséquent, un pléonasme.
Malgré la pré-existence de la pratique, y compris hors de l'Europe, la première occurrence du terme est d'ordinaire à tort attribuée à une pétition de marins mutins de la Royal Navy datée de 1731. Pour autant des mentions antérieures existent. L'Oxford English Dictionary (OED) cite une première attestation dans les archives judiciaires de l'Amirauté anglaise (High Court of Admiralty Examinations & Answers), sans que la forme exacte du document ne soit bien décrite : "Some of them drew up a paper commonly called a Round Robin, and signed the same whereby they intimated that if the Captaine would not give them leave to goe a shore, they would take leave." Quelques années plus tard, dans une réponse faite aux agents de l'Amirauté britannique datée du 4 février 1701, le capitaine Henry Bolton, lié au capitaine Kidd, désigne explicitement sous le nom de round-robin un document signé en cercle par des marins pour annoncer leur désertion.
De la même manière, il est courant de lire que l'origine de cette typologie documentaire serait à chercher en France. Elle aurait été utilisée par des paysans français qui souhaitaient se plaindre au roi en lui remettant une pétition. La réaction habituelle du souverain était de faire arrêter et exécuter les deux ou trois premiers signataires[réf. nécessaire]. Dans ces conditions, on comprend que personne ne voulût figurer en premier sur la liste. Pour échapper à l'arbitraire de la punition, noms et signatures furent apposés sur un ruban attaché en rond sur la pétition, ou disposés circulairement en bas de la pétition, de sorte qu'il n'y ait plus de premier de liste et que tous les pétitionnaires soient tenus solidairement responsables. Des round-robins auraient été aussi employés par des signataires de pétitions contre l'autorité (généralement des fonctionnaires du gouvernement pétitionnant contre la Couronne) qui auraient pris l'habitude d'apposer leurs noms sur un document dans un cercle ou un motif de ruban sans ordre hiérarchique (et donc, de déguiser l'ordre dans lequel ils ont signé) afin qu'aucun ne puisse être identifié comme le meneur,. Malgré cette prétendue origine française, aucun exemple précis n'est jamais cité comme source dans la bibliographie scientifique disponible.

## Angleterre
L'Angleterre est la zone culturelle qui fournit le plus grand nombre de round-robins conservés.
Les premières attestations pourraient être liées au milieu des huguenots exilés du fait des persécutions religieuses. Un des plus célèbres exemples de round-robin est la pétition adressée, le 5 février 1621, par Jessé de Forest, protestant wallon né en 1576 à Avesnes-sur-Helpe dans le comté de Hainaut (actuels Pays-Bas) et installé à Leyde (actuels Pays-Bas), et ses compagnons à Sir Dudley Carleton, ambassadeur de sa Majesté le roi d'Angleterre à La Haye. Rédigée en français, la supplique sollicite l'autorisation d'installer en Virginie une cinquantaine de familles wallonnes et françaises. Ce document est aujourd'hui conservé aux National Archives britanniques. Autour du texte, sont dessinés deux cercles. À l'intérieur du premier cercle, les 55 souscriptions des hommes sont disposées en rayons afin qu'aucune ne soit la première. Sont mentionnés les noms et prénoms, suivis des seings manuels, et parfois de la mention d'une profession. À l'intérieur du second cercle, pour chaque signataire, est indiqué s'il a une femme ("F") et le nombre d'enfants du couple. 

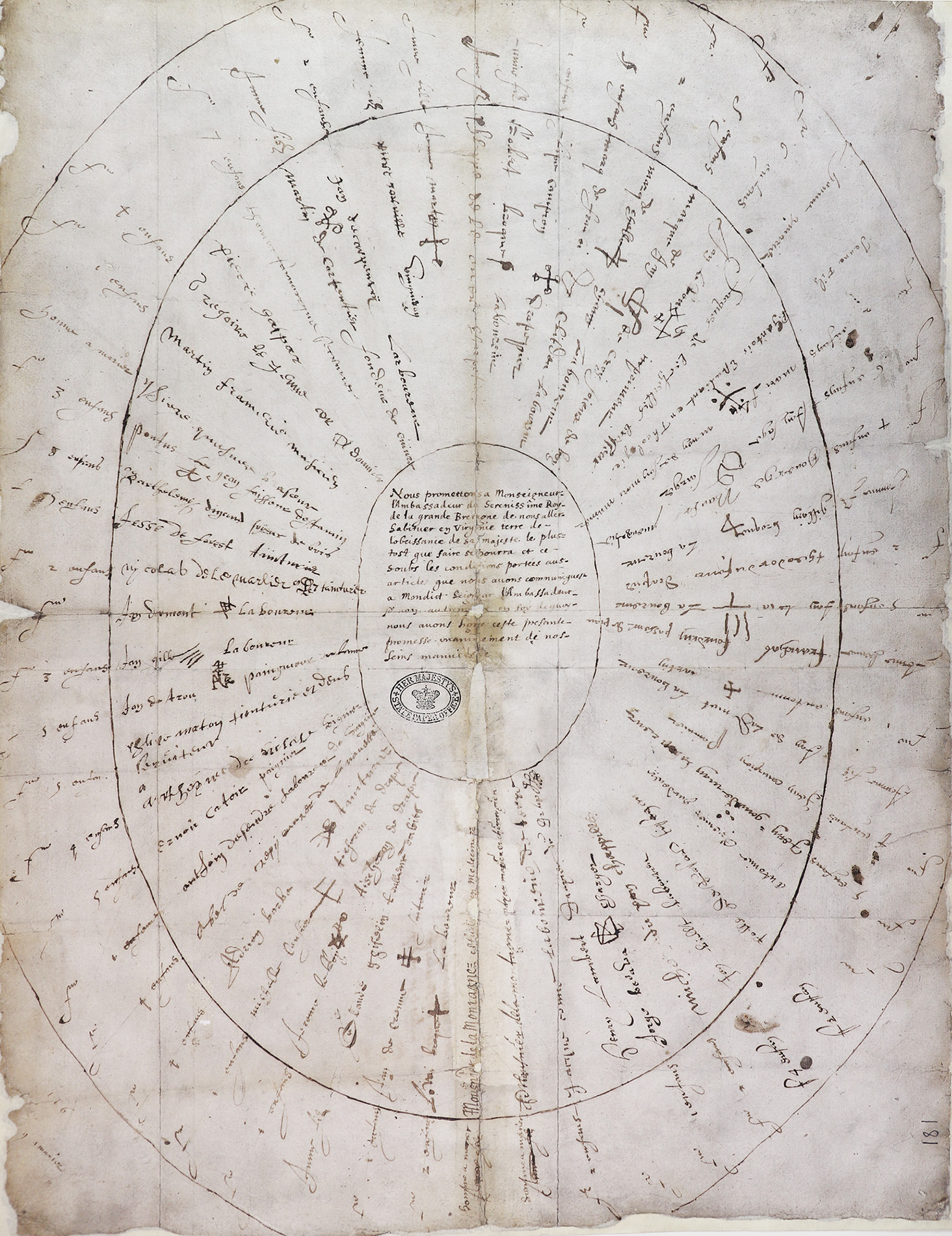
Round-robin de Jessé de Forest et de ses 54 compagnons demandant à l'ambassadeur du roi d'Angleterre à La Haye l'autorisation de s'installer en Virginie (5 février 1621)

Bien que des round-robins aient pu être utilisés pour tout type de revendication et au sein de tous les milieux sociaux, il semble qu'ils aient été tout particulièrement employés par les marins de la marine marchande et ceux de la marine royale britannique pour sceller des pactes de mutineries ou pour protester contre les exactions de leurs capitaines. Ils ont contribué au développement de l'expression collective des gens de la mer, sous la forme soit de revendications, soit de révoltes, parce qu'ils permettaient aux plaignants ou aux rebelles de se compter, d'exprimer leur engagement réciproque et de protéger les meneurs d'une éventuelle répression.
Dans les milieux marins, la pratique est attestée dès le début du XVIIe siècle. Dans une lettre datable du début du règne de Charles Ier d'Angleterre (r. 1625-1649), probablement de 1627 (la lettre se trouvant conservée au sein du Calendar of State Papers de cette année dans les fonds des National Archives britanniques), 76 marins réclament à leur capitaine la perception de leur solde, l'approvisionnement de leur navire et la réparation des cordages, à défaut de quoi ils refusent de lever l'ancre. Le manifeste, au centre, est composé de 12 vers, où ils opposent les promesses du capitaine à la protection du roi et de Dieu, et où ils se conjurent d'appliquer l'adage populaire : "avant de céder, nous mourrons, un pour tous, et tous pour un" ("before we yield we, one and all, will die"). Le texte de revendication est entouré de deux cercles. Les noms et prénoms des souscripteurs sont écrits en rayon, à l'intérieur du cercle le plus proche du texte.

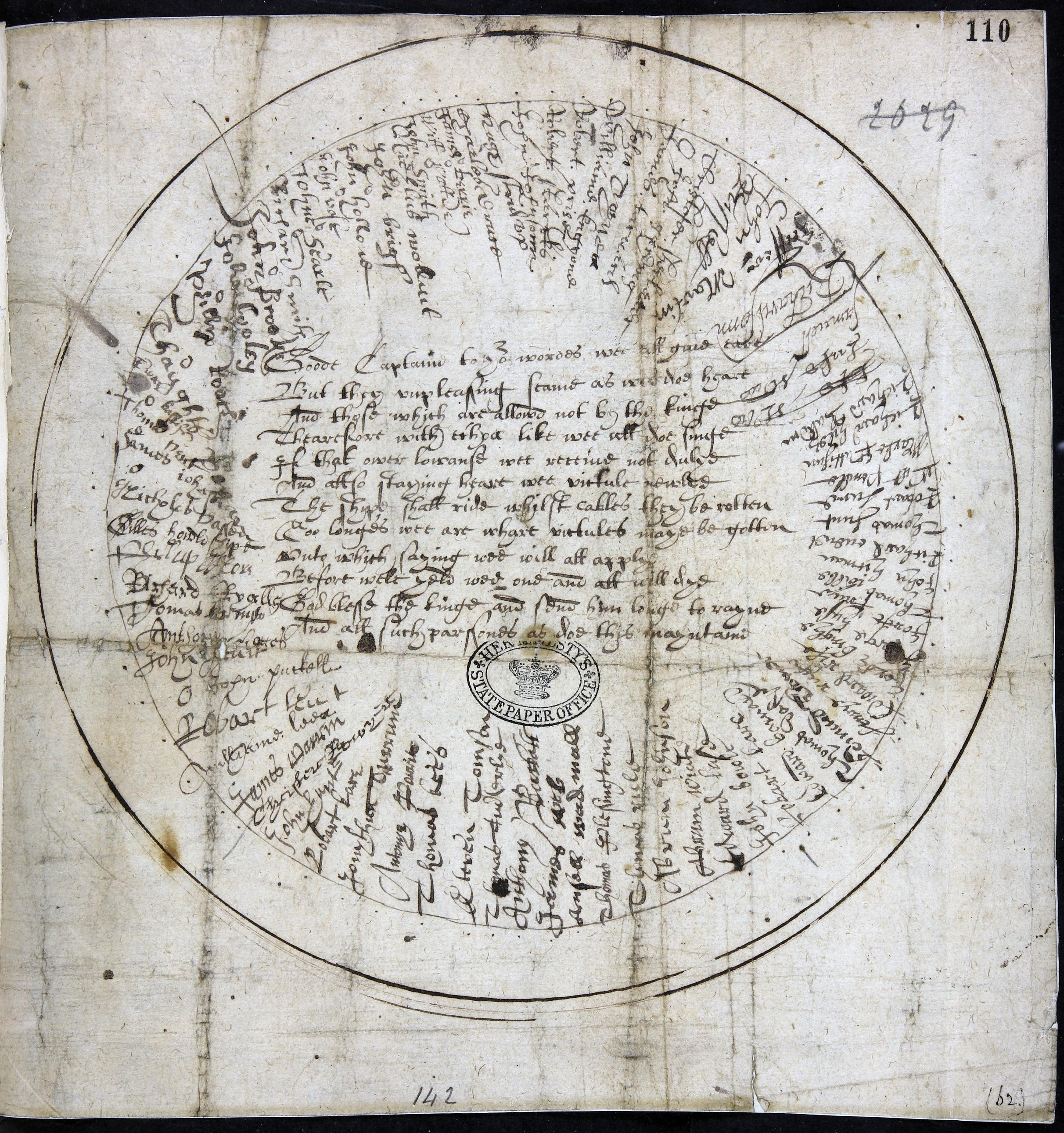
Round-robin de marins adressé au capitaine de navire pour lequel ils travaillent, datable du début du règne de Charles I^{er} d'Angleterre (r. 1625-1649), probablement de 1627.

Le recours au round-robin semble se multiplier au XVIIIe siècle. Dans une lettre datée du 4 février 1701, le capitaine Henry Bolton racontent que des marins, avant de quitter son navire pour rejoindre l'île de Curaçao, avaient rédigé à son intention "un document, (...) dans lequel ils exposaient leur résolution de quitter le navire et ont signé avec leurs noms à l'intérieur d'un cercle, communément appelé round-robin".
Dans ses récits de voyage parus en 1726, le marchand anglais Nathaniel Uring évoque des pactes de mutins sous la forme de round-robins (sans les nommer ainsi toutefois) et en décrit la réalisation et l'objectif : les marins "prennent une grande feuille de papier et tracent deux cercles, l'un à bonne distance de l'autre ; dans le cercle intérieur, ils écrivent ce qu'ils ont l'intention de faire ; et entre les deux lignes circulaires, ils écrivent leurs noms, à l'intérieur et à l'extérieur, contre les cercles, en commençant aux quatre points cardinaux du compas, juste à l'opposé l'un de l'autre, et ainsi de suite jusqu'à ce que le papier soit rempli ; tout ceci apparaît dans un cercle, et personne ne peut être dit être le premier, de sorte qu'ils sont tous coupables de la même manière". Nathaniel Uring considère qu'il s'agit là d'un "stratagème pour que chacun reste fidèle à son objectif une fois qu'il a signé ; et si [le capitaine] s'en aperçoit, personne ne peut être excusé en disant qu'il a été le dernier à signer, et qu'il ne l'a pas fait sans une grande persuasion."
Le round-robin des marins a pu inspirer d'autres sphères, y compris parmi les plus cultivées. En 1776, plusieurs amis ou admirateurs du défunt dramaturge Oliver Goldsmith, membres du Literary Club, adressèrent au docteur Samuel Johnson un document semblable pour contester l'usage du latin dans l'épitaphe qu'il avait rédigée en son honneur, latin auxquels il aurait préféré l'anglais, langue dans laquelle il avait écrit tout son œuvre. Cet exemple présente la particularité de désigner les signataires sous le terme de circumscribers (littéralement, "ceux qui ont écrit autour"), et d'avoir été reproduit, avec fac-similé des signatures, dans The Life of Samuel Johnson, LL.D., biographie de Samuel Johnson rédigée par John Boswell et parue à Londres, chez Charles Dilly, en 1791. L'un des signataires, William Forbes, cité par John Boswell, désigne le document sous le nom de round-robin et y voit un "jeu d'esprit". Il raconte la genèse d'un projet visant à éviter la colère directe de Samuel Johnson : lors d'un dîner chez le peintre Joshua Reynolds, il discutait avec d'autres convives de l'épitaphe et tous suggéraient des modifications à soumettre à Samuel Johnson, "mais la question était de savoir qui aurait le courage de les lui proposer. Enfin, on laissa entendre qu'il n'y avait pas d'autre moyen que celui du round-robin, comme l'appellent les marins, dont ils se servent quand ils font une conspiration, afin de ne pas laisser savoir qui met son nom le premier ou le dernier sur le papier."

## Japon
La pratique du round-robin était également usitée dans le Japon féodal, où elle était désignée sous le nom de Karakasarenban (littéralement "parapluie en papier"), parce que le cercle formé par les signatures ressemblait à un parapluie ouvert vu de dessus.
Cette pratique pouvait être utilisée pour signer des alliances entre plusieurs clans militaires et visait alors à supprimer toute idée de hiérarchie entre les signataires et à souligner l'égalité de statut entre tous. Les premiers exemples connus de traités prenant la forme de round-robin semblent être liés au daimyo Mōri Motonari ; c'est notamment le cas du pacte du 2 décembre 1557 par lequel il propose à 11 autres seigneurs de constituer une ligue guerrière de barons (Kokujin-ikki).
Toutefois, le round-robin pouvait aussi être utilisé dans des contextes de contestation. Durant la période Sengoku, les paysans organisaient des émeutes contre les samouraïs, qui les réprimaient violemment. Dans ce cas, l'objectif du round-robin résidait bien dans la dissimulation des chefs de file et meneurs. Cette pratique s'est maintenue par la suite, puisqu'on connaît les exemples plus tardifs d'un plaidoyer de 1681 signé par un groupe d'agriculteurs de 25 villages et d'un plaidoyer similaire en 1754 signé par 30 seigneurs .

## Corée
La pratique du round-robin est aussi attestée en Corée sous la dénomination SabalTongMun (littéralement "écrit en forme de bol"), parce que le cercle autour duquel allaient être disposées les signataires était tracé autour de la base d'un bol.
Les premières attestations remontent à la fin de période Joseon. Les villageois s'en servaient pour affirmer et confirmer leur adhésion collective au confucianisme. Toutefois, le round-robin a été rapidement employé à des fins politiques, afin de dissimuler les responsables d'actes de révolte. De ce fait, son usage a été interdit par les autorités, notamment après l'incident d'Imo (23 juillet 1882).
Pour autant, la rébellion paysanne du Donghak (1893-1894) a débuté avec un round-robin. En novembre 1893, 20 personnes, dont le leader du mouvement, Jeon Bong-jun, s'étaient rassemblés pour planifier le soulèvement des paysans et mettent par écrit une série d'ordres pour prendre d'assaut le palais du gouverneur militaire local et poursuivre les opérations jusqu'à Séoul. Les souscriptions des vingt signataires, dont Jeon Bong-jun, sont présentées en rayon autour du cercle à droite du texte-manifeste.

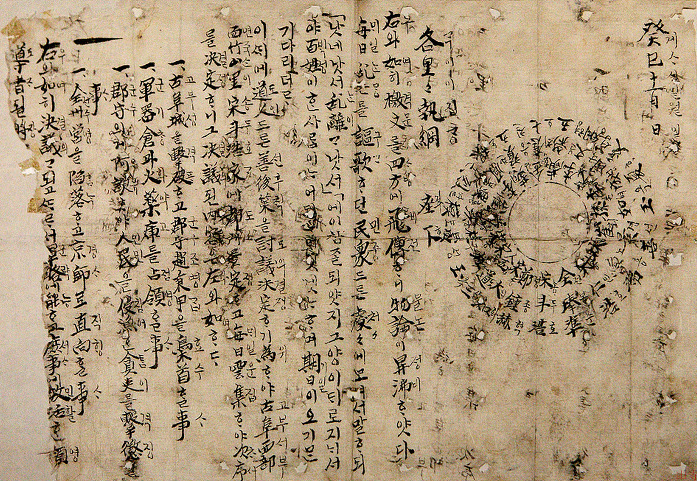
Round-robin coréen (SabalTongMun) produit par les meneurs de la rébellion paysanne du Donghak et signé notamment par Jeon Bong-jun (novembre 1893).

## Guerre Hispano-Américaine
Un round-robin a été rédigé à Cuba lors de la cessation des hostilités en 1898 par un comité de 10 commandants de brigade du Ve Corps de l'armée américaine, y compris le commandant de brigade par intérim Théodore Roosevelt pendant la Guerre Hispano-Américaine. On y demandait d'accélérer le départ de l'armée américaine vers les États-Unis alors que la saison estivale pluvieuse, propice aux maladies battait son plein. Cette lettre a été divulguée dans la presse et a embarrassé l'administration du président américain Guillaume McKinley.

## Littérature
Dans le récit romancé de ses souvenirs de jeunesse, Omoo, paru en 1847, Herman Melville raconte ses aventures de marin sur un baleinier avant de déserter pour s'installer aux Îles Marquises. Le chapitre XX de la première partie, intitulé "The Round Robin - Visitors from Shore", évoque la persistance du recours au round-robin chez les marins, y compris jusque dans la première moitié du XIXe siècle. Pour manifester le mécontentement des hommes vis-à-vis du capitaine, Melville écrit, avec les matériaux de fortune dénichés à bord, une protestation au consul britannique de Tahiti. Ce round-robin présente une disposition un peu particulière. Le corps du document est écrit sous la forme d'une lettre normale, suivie d'un cercle, autour duquel se déploient les signatures en rayon et au centre duquel on trouve, en lieu et place habituels du manifeste, deux simples mots, "all Hands", entourées d'autant de petites mains stylisées que de signataires. Le romancier rappelle que l'objectif d'un tel dispositif demeure, à cette date tardive, inchangé : "the great object of a Round Robin being to arrange the signatures in such a way that, although they are all found in a ring, no man can be picked out as the leader of it."

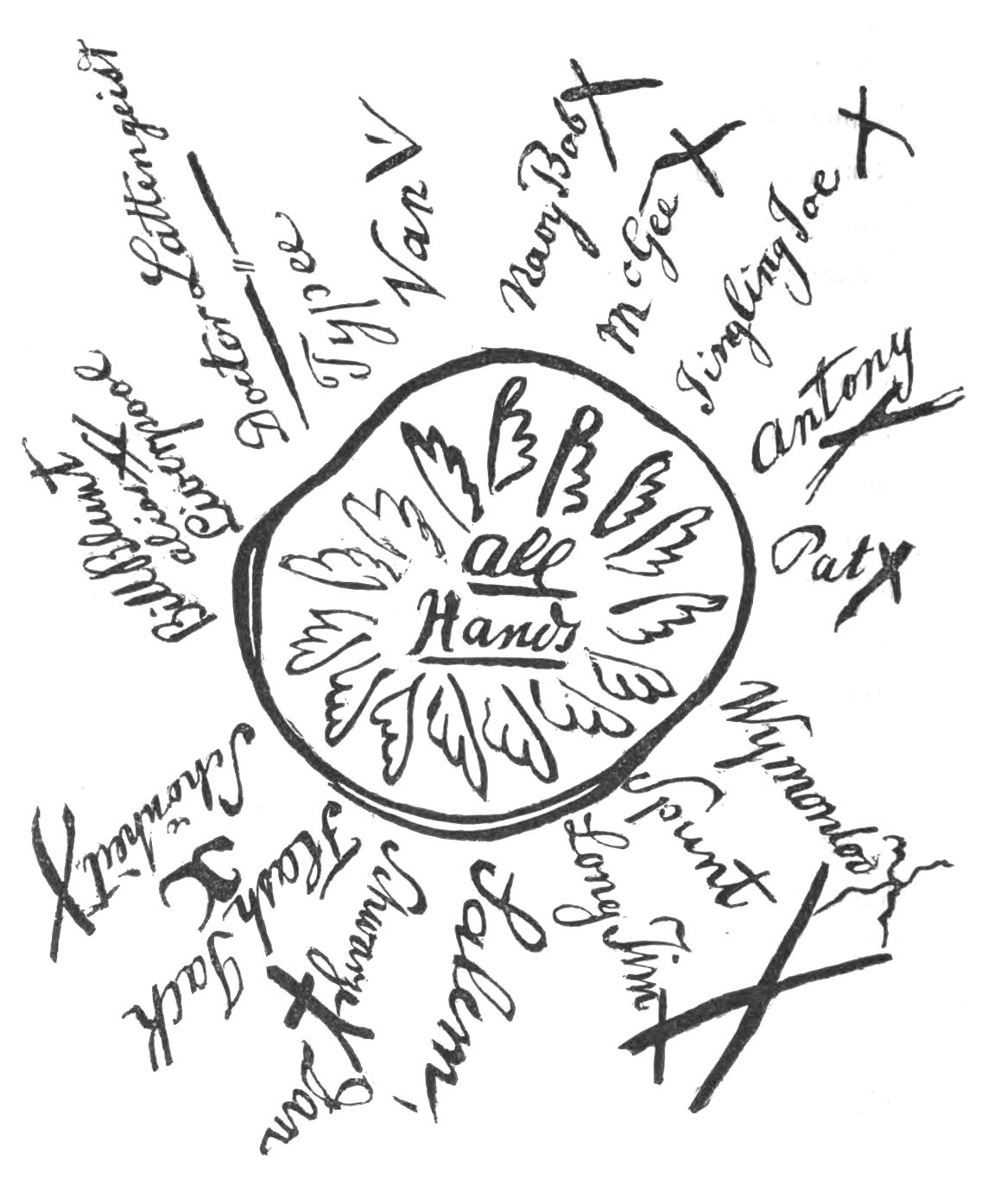
Round-robin du roman Omoo d'Herman Melville